# St. Johann in Tirol
St. Johann in Tirol é uma cidade medieval situada no Tirol, na Áustria, junto ao rio Kitzbühler Ache.

## Geografia

### Localização
St. Johann in Tirol encontra-se num vale amplo, entre o maciço de «Wilder Kaiser» e o monte «Kitzbüheler Horn», no centro do distrito de Kitzbühel. O três rios Kitzbüheler Ache, Reither Ache e Fieberbrunner Ache formam em conjunto o Großache, chamado Tiroler Ache na Baviera, na Alemanha. O centro de St. Johann encontra-se a uma altitude de 660m acima do mar, sendo o seu ponto mais alto o «Maukspitze», com uma altitude de 2231m. A comunidade estende-se por uma superfície de 59,15 km².

### Bairros
A cidade é constituída pelos bairros de Almdorf, Apfeldorf, Bärnstetten, Berglehen, Fricking, Hinterkaiser, Mitterndorf, Niederhofen, Oberhofen, Reitham, Rettenbach, Scheffau, Sperten, Taxa, Weiberndorf, Weitau, Winkl Schattseite e Winkl Sonnseite.

### Localidades vizinhas
| Going am Wilden Kaiser | Kirchdorf in Tirol | Kirchdorf in Tirol      |
| Going am Wilden Kaiser |                    | St. Ulrich am Pillersee |
| Oberndorf in Tirol     | Kitzbühel          | Fieberbrunn             |
|                        |                    |                         |

## História
St. Johann encontra-se no «Leukental», um vale que se estende desde Jochberg até à fronteira com a Baviera. No Século IV a.C., esta região foi povoada pela tribo celta Ambisontier, que explorava o cobre das montanhas locais.
No século VIII, foi construída por missionários uma igreja em St. Johann, dedicada a São João Baptista, dando origem ao nome da povoação. O nome da igreja «Sankt Johannes» apareceu pela primeira vez num documento em 1150.
Em 1446, os bispos do lago Chiem tornaram-se responsáveis pela paróquia de St. Johann, que se tornou desde então a sua residência de Verão.
A abertura das minas de cobre e prata em 1540 aumentou a riqueza da povoação. As minas encontravam-se nas pequenas colinas conhecidas como Rerobichl, perto de Oberndorf, pertencentes a Sankt Johann. No século XVII, o “Heilig-Geist-Schacht” (poço do espírito santo) era o mais fundo do mundo, com mais de 780 metros de profundidade.
A exploração do cobre e da prata continuou até ao século XVIII. Em 1875, St. Johann passou a integrar a rede ferroviária internacional. Em consequência, a economia prosperou. Por outro lado, o turismo estava também a nascer. Em 1927, Oberndorf e St. Johann separaram-se.
Em 1954, St. Johann recebeu o seu brasão. Em 1956, foi elevada ao estatuto de cidade mercantil (Marktgemeinde).

## Pessoas

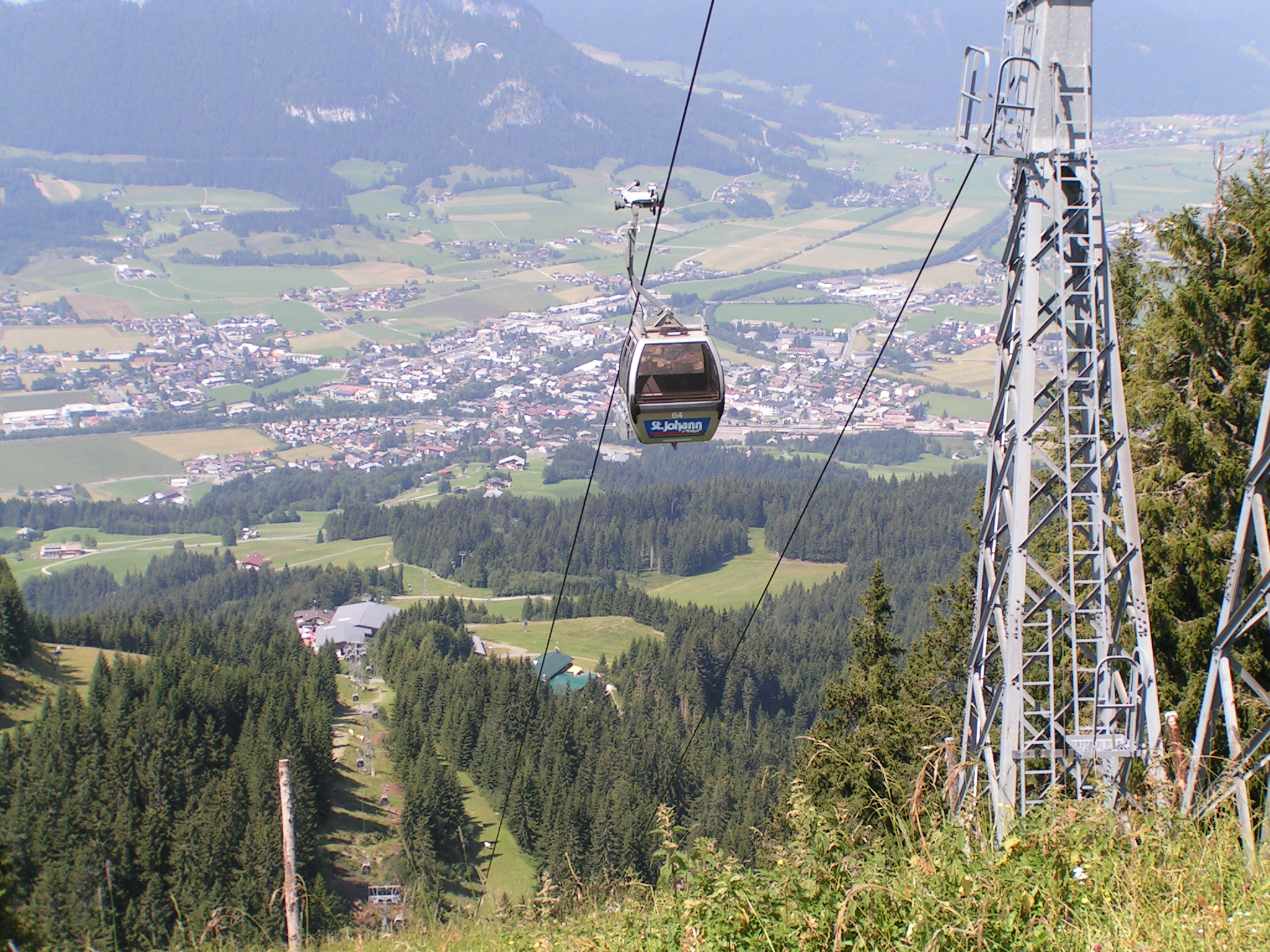
O Harschbichl, em Maio.

- Edmund Angerer (* 24. Maio 1740 em St. Johann in Tirol; † 1774 em Fiecht), compositor de sinfonia para crianças.
- Emma Hellenstainer (* 23. Abril 1817 em St. Johann in Tirol; † 9. Março 1904 em Meran), pioneira da gastronomia do Tirol.
- Willi Gantschnigg, recordista mundial de salto em esqui.
- Veronika Aloisia Haag (* 2. Fevereiro 1963 em St. Johann in Tirol), campeã austríaca de Taekwondo.
- Stefanie Endstrasser, campeã austríaca de golfe.
- Carlos Kammerlander (* 6. Outubro 1989), desportista.
- Andreas Schnederle-Wagner (* 24. Julho 1981 em St. Johann in Tirol), campeão de Curling.
- DJ Ötzi (nascido: Gerhard Friedle, * 7. Janeiro 1971 em St. Johann in Tirol), cantor austríaco.

## Turismo
St. Johann in Tirol é uma das estâncias de esqui mais populares e de maior estatuto da Áustria, situada entre as montanhas de Kaisergebirge (2,3442 m) e Kitzbühler Horn (1,996 m).
O St. Johanner "COPPA DEL MONDO & UCI RAD MASTERS WM" é um festival anual e Velo.

## Cidades geminadas
St. Johann in Tirol encontra-se geminada com:
- Redford (Michigan) EUA
- Fuldabrück Alemanha
- Rovaniemi Finlândia
- Valeggio sul Mincio Itália

## Galeria fotográfica

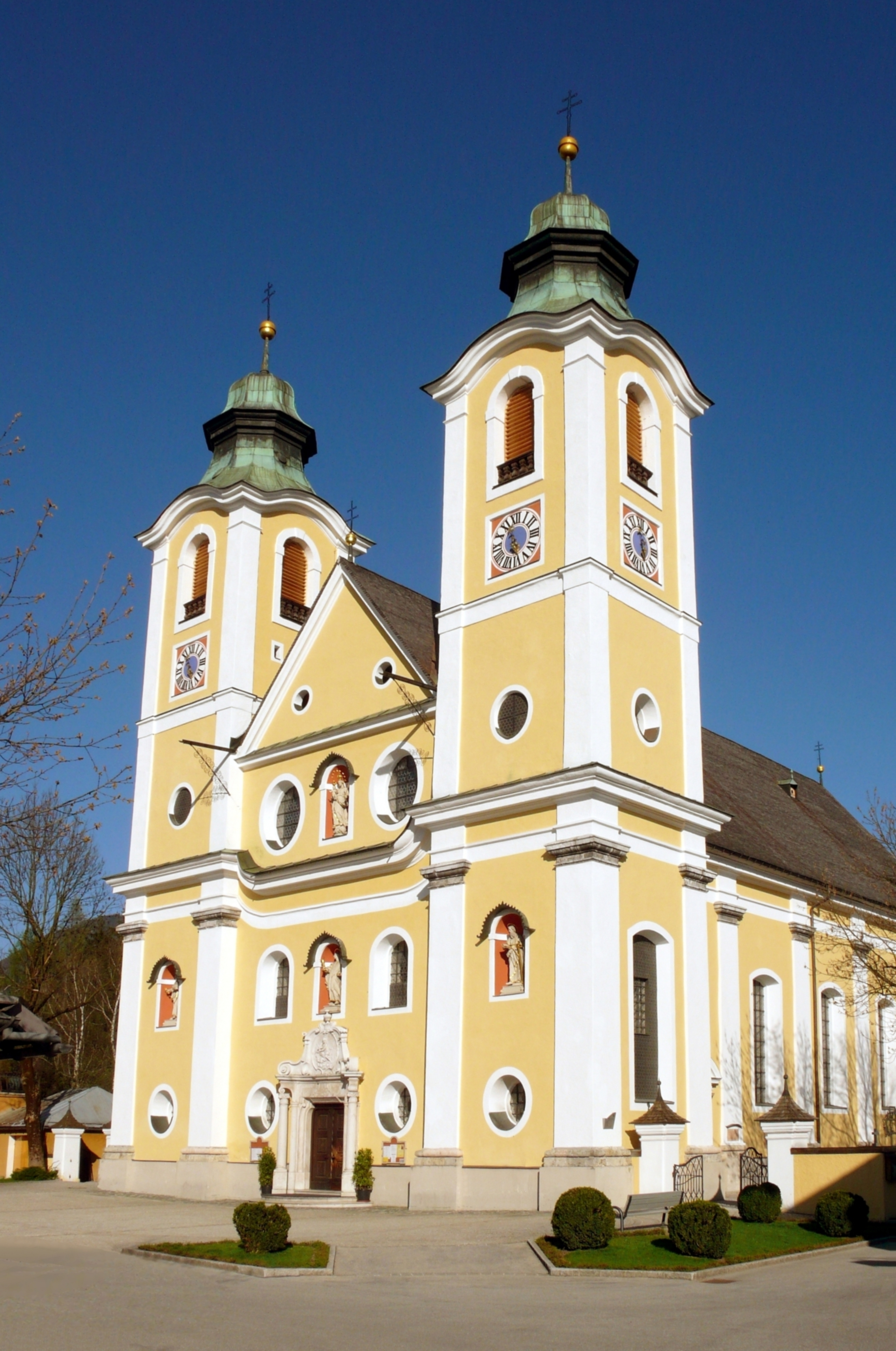
Igreja St.Johann Dekanatspfarrkirche Maria Himmelfahrt
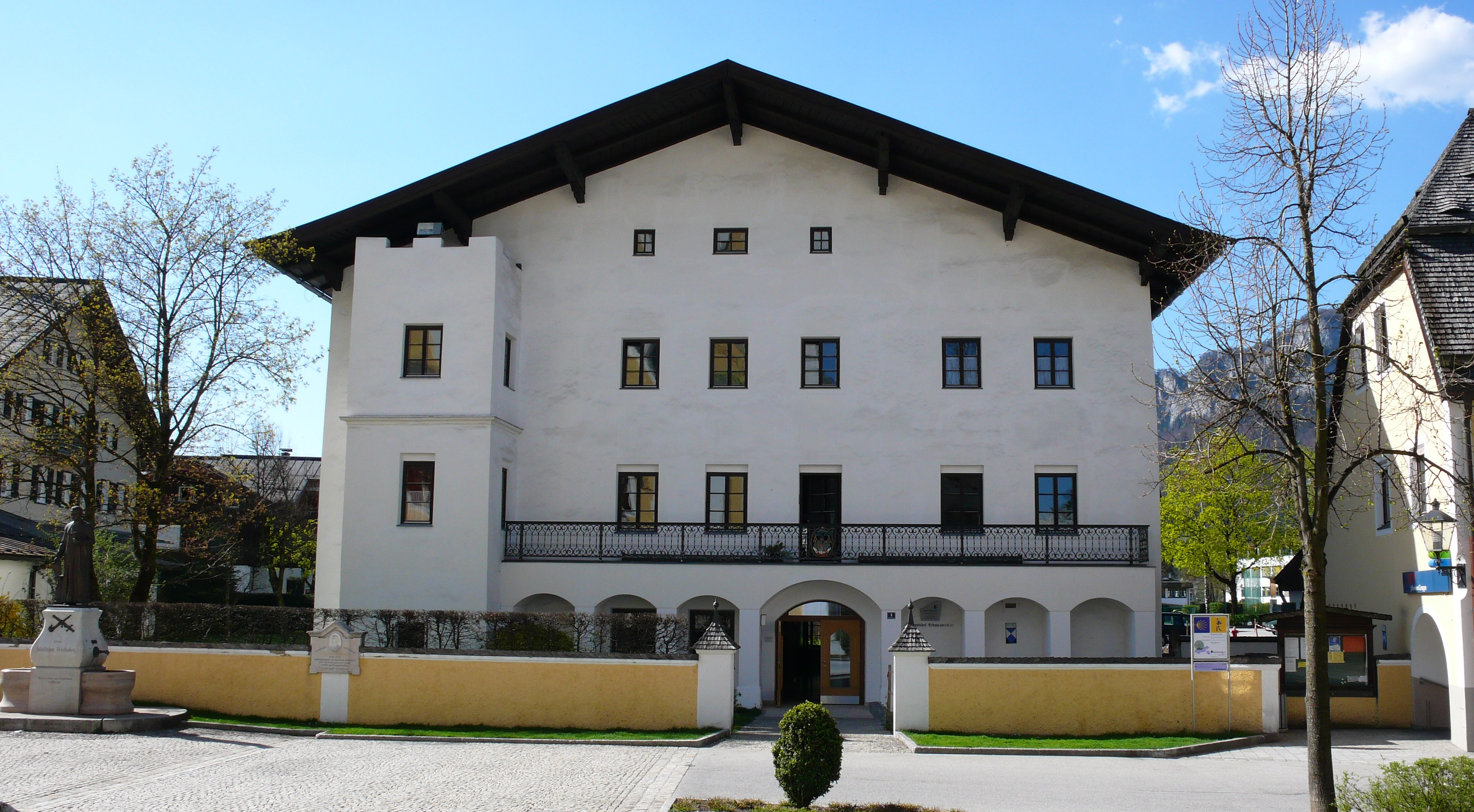
Dekanatshof- casa construída em 1400
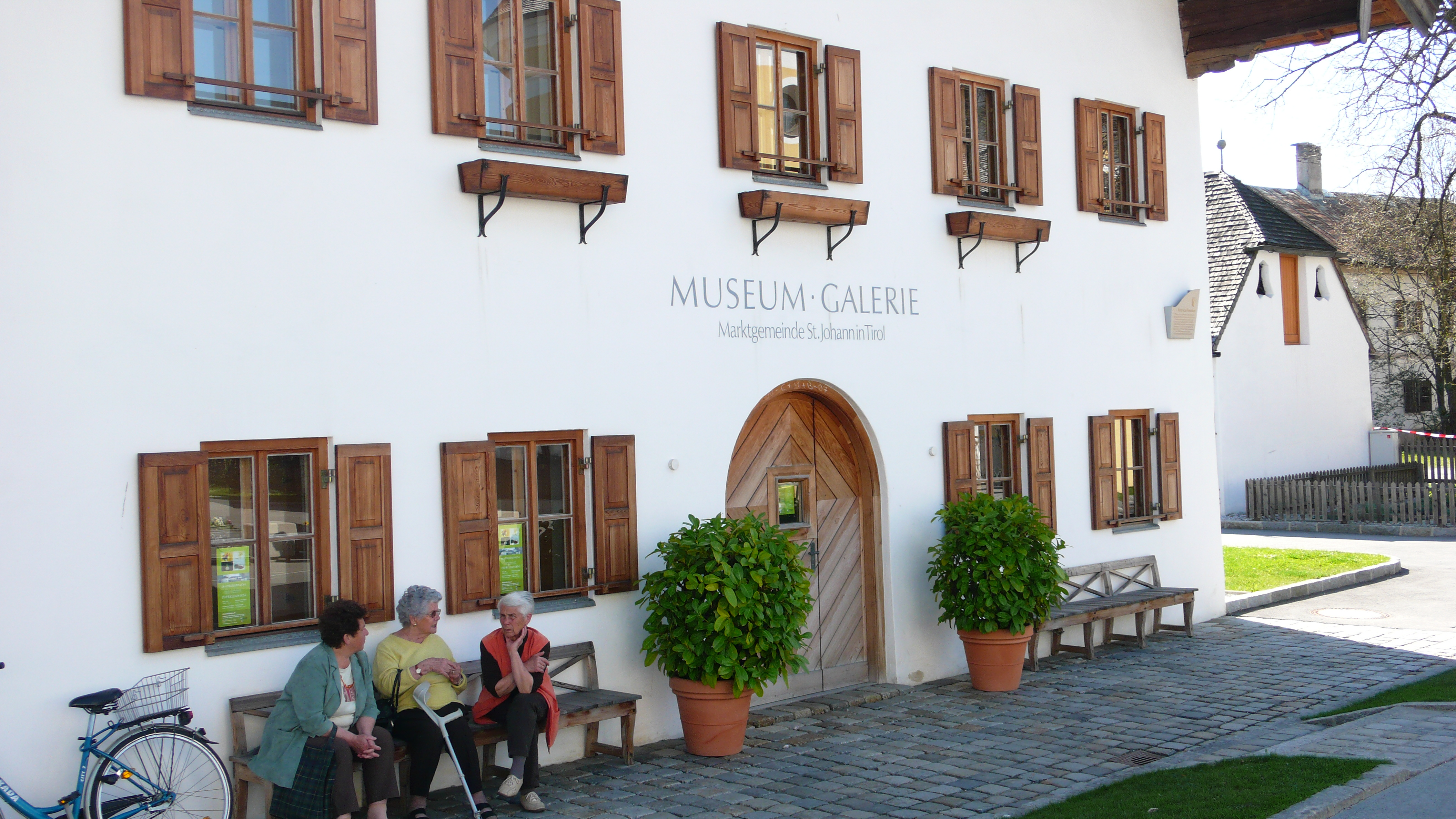
Museu
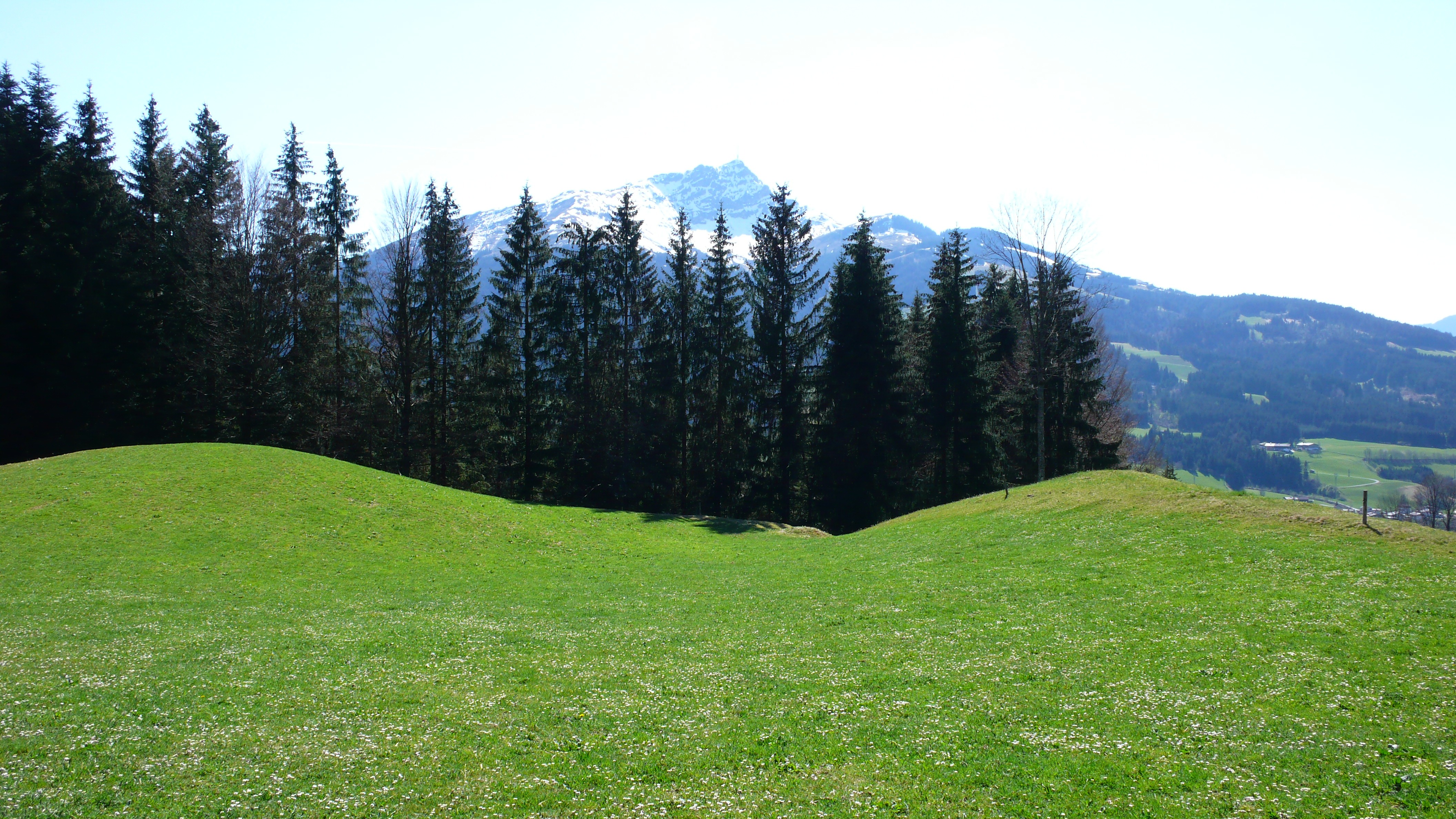
Montanha Kitzbühler Horn
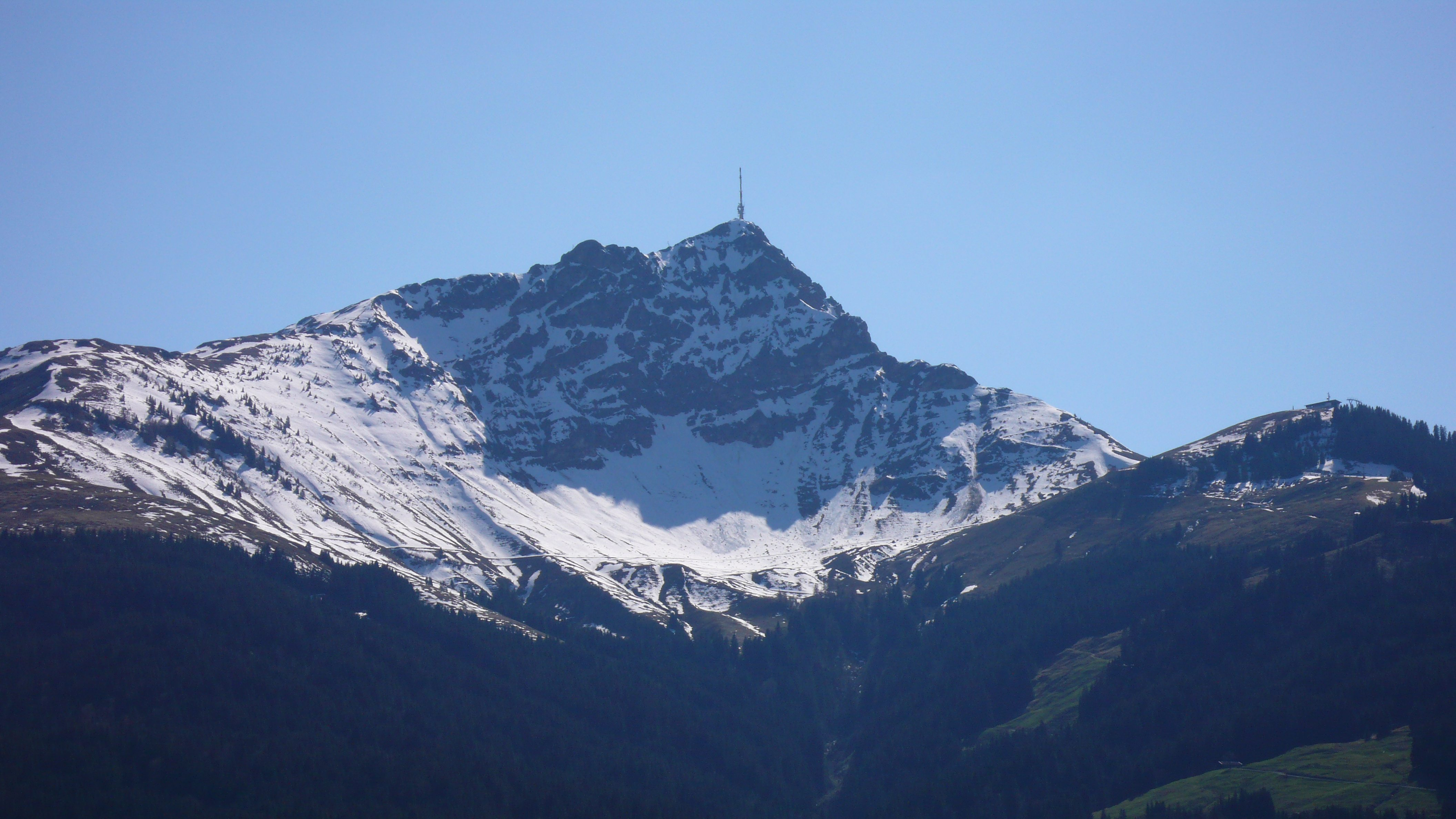
Montanha Kitzbühler Horn
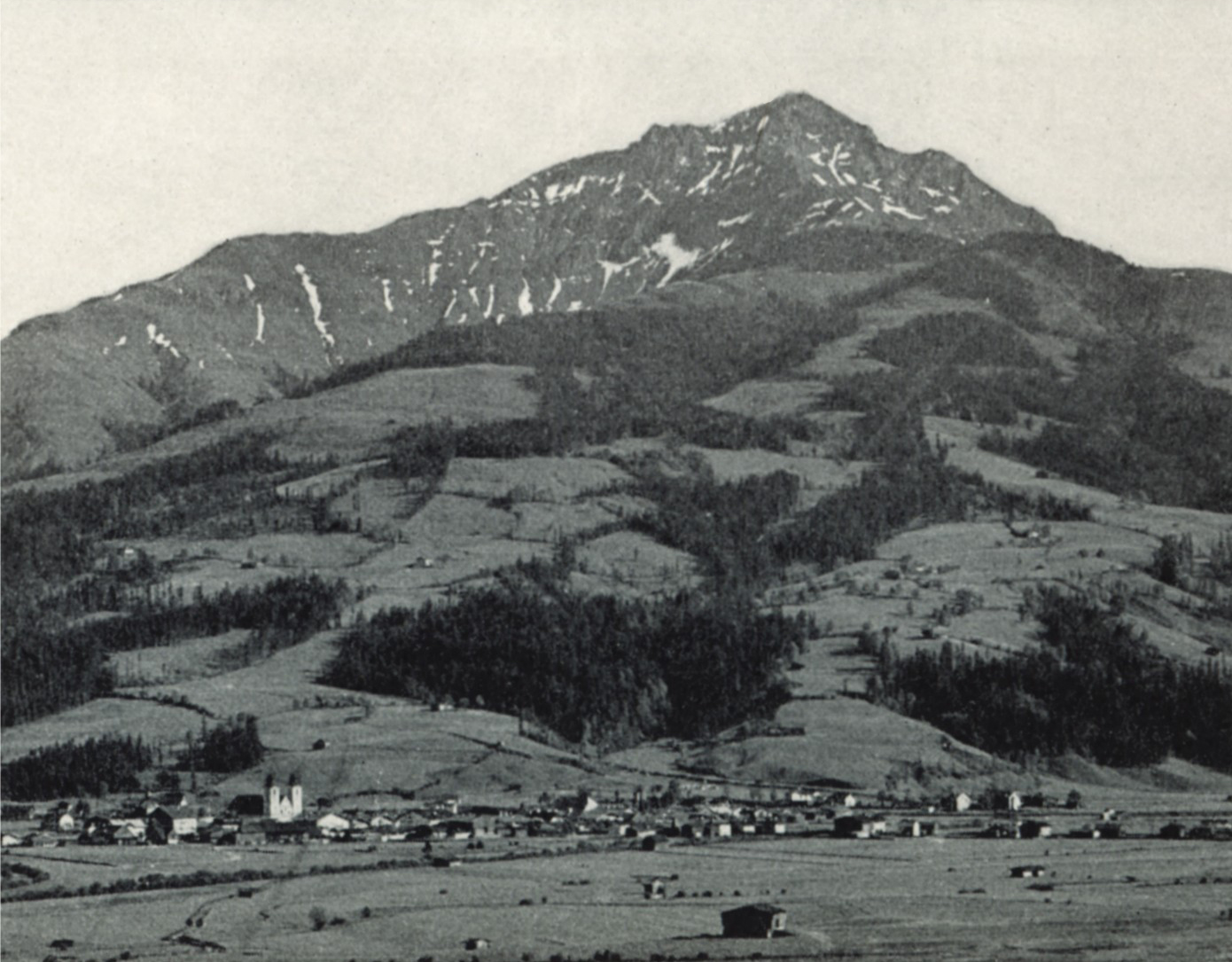
St.Johann in Tirol em cerca de 1898
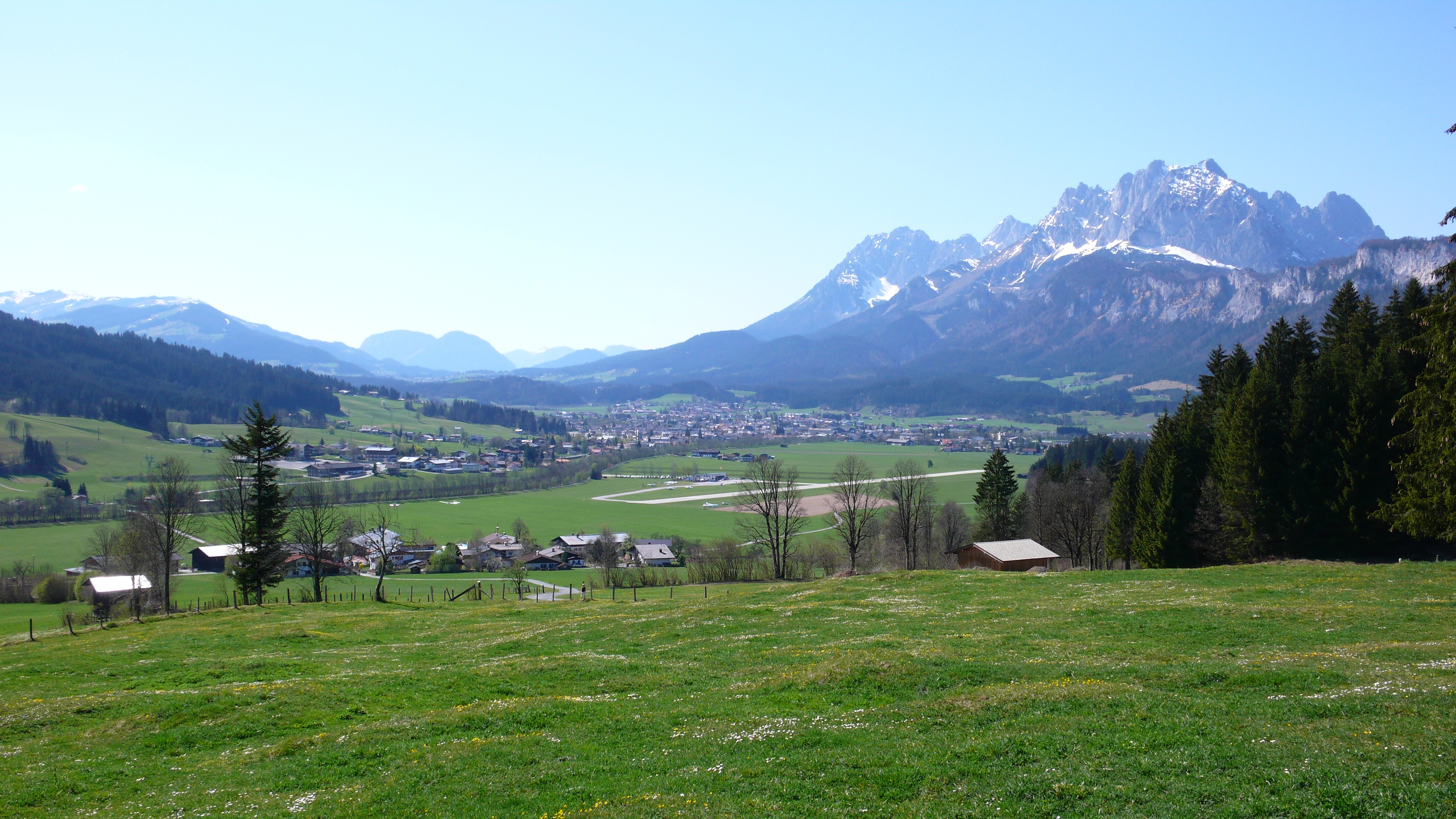
Kaisergebirge
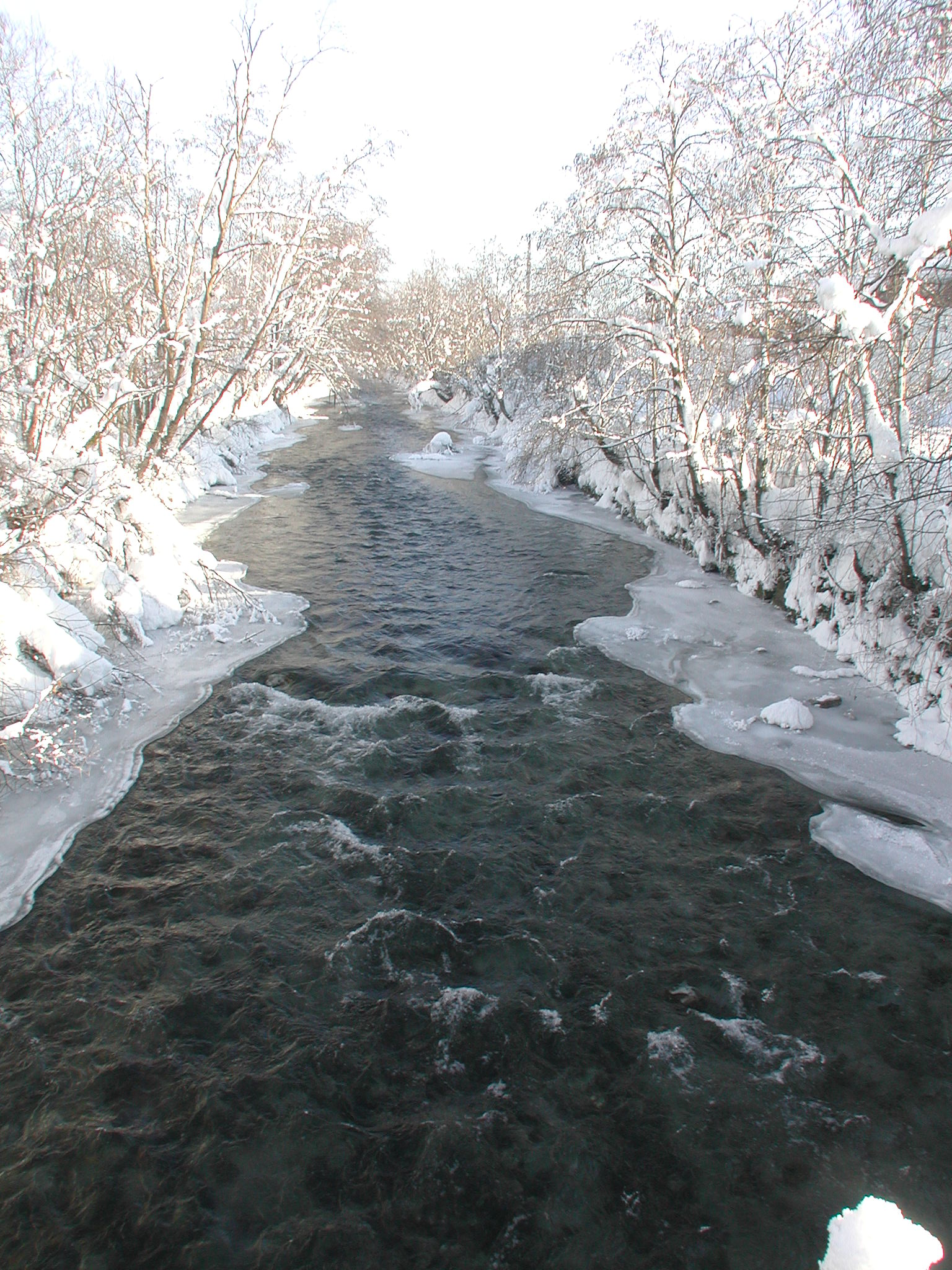
Rio Fieberbrunner Ache
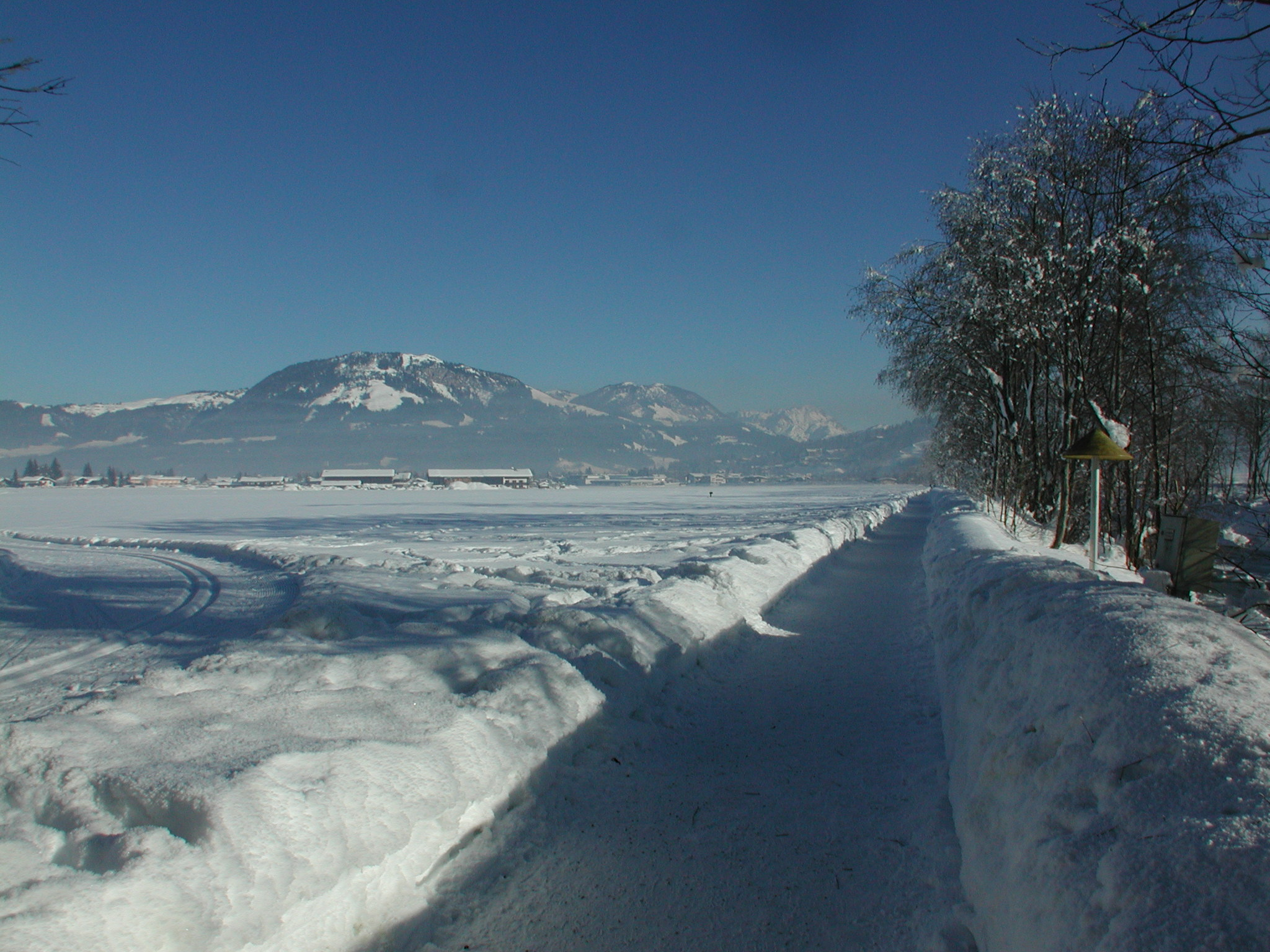
Inverno de 2006
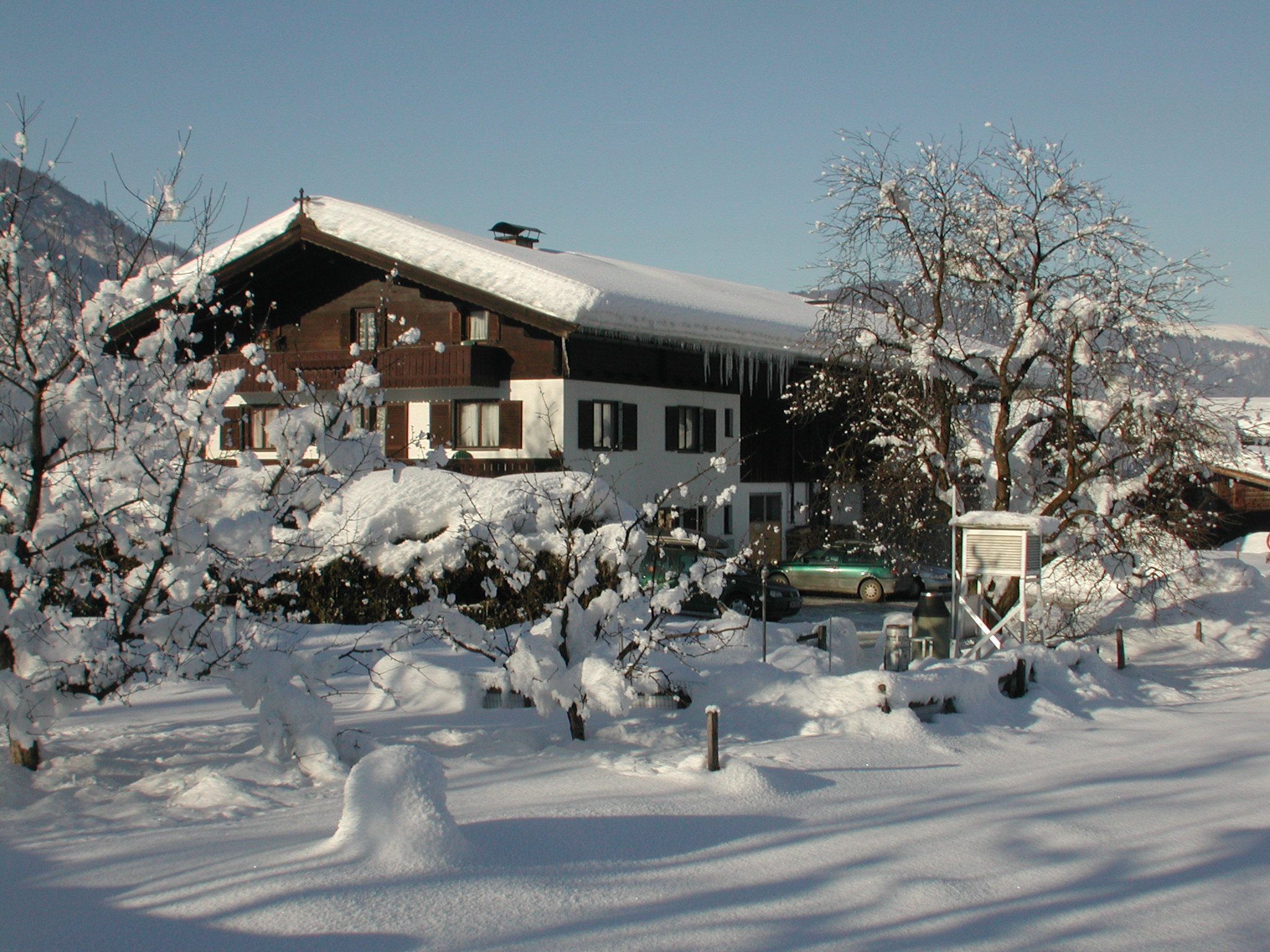
Moar Hof, St. Johann in Tirol, em Janeiro de 2006
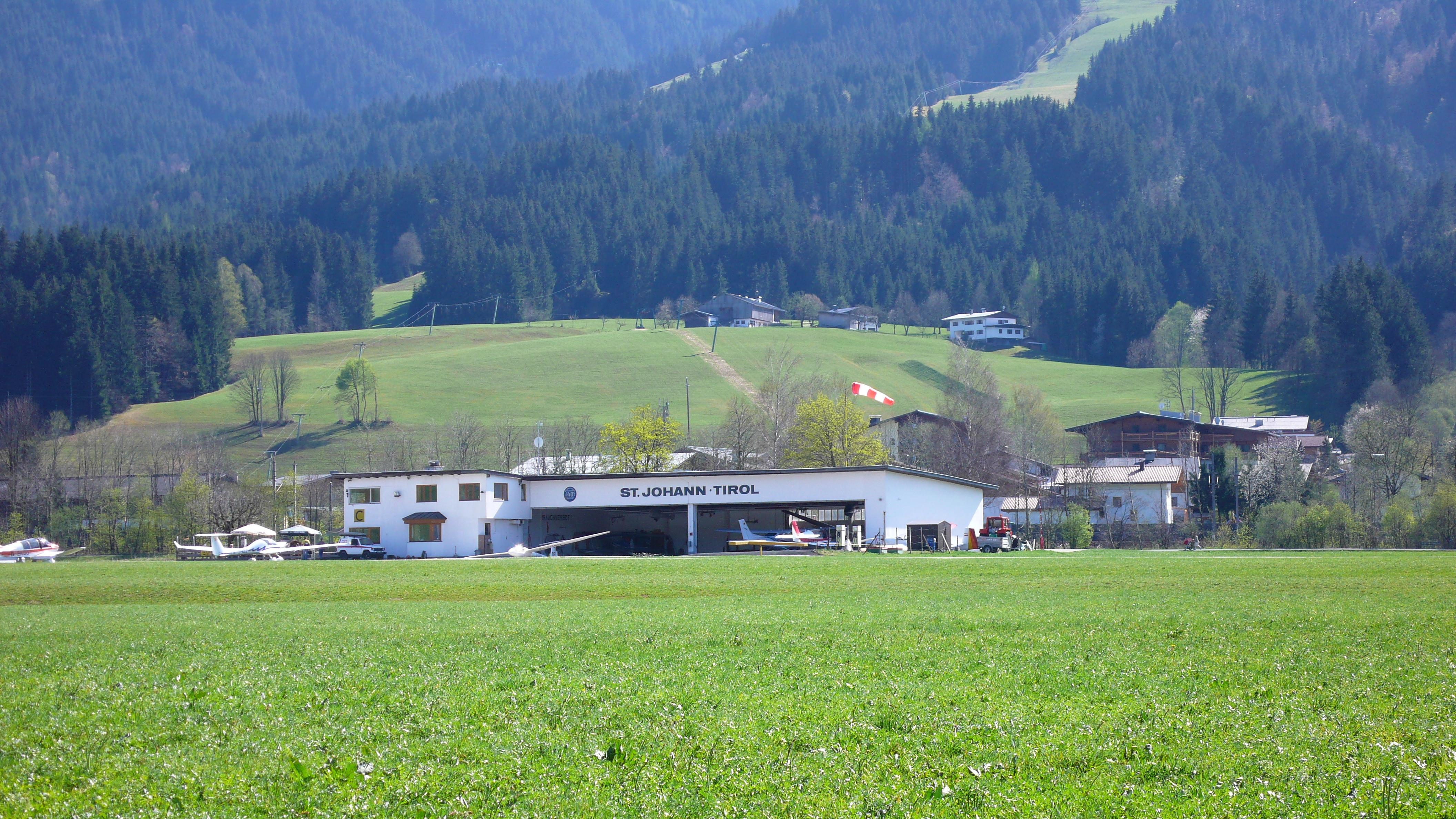
Aeródromo desportivo
- Capela Antoniuskapelle
- Frescos da capela Antoniuskapelle
- Cruz em memória da peste, datando do século XVIII
Kaisersaal
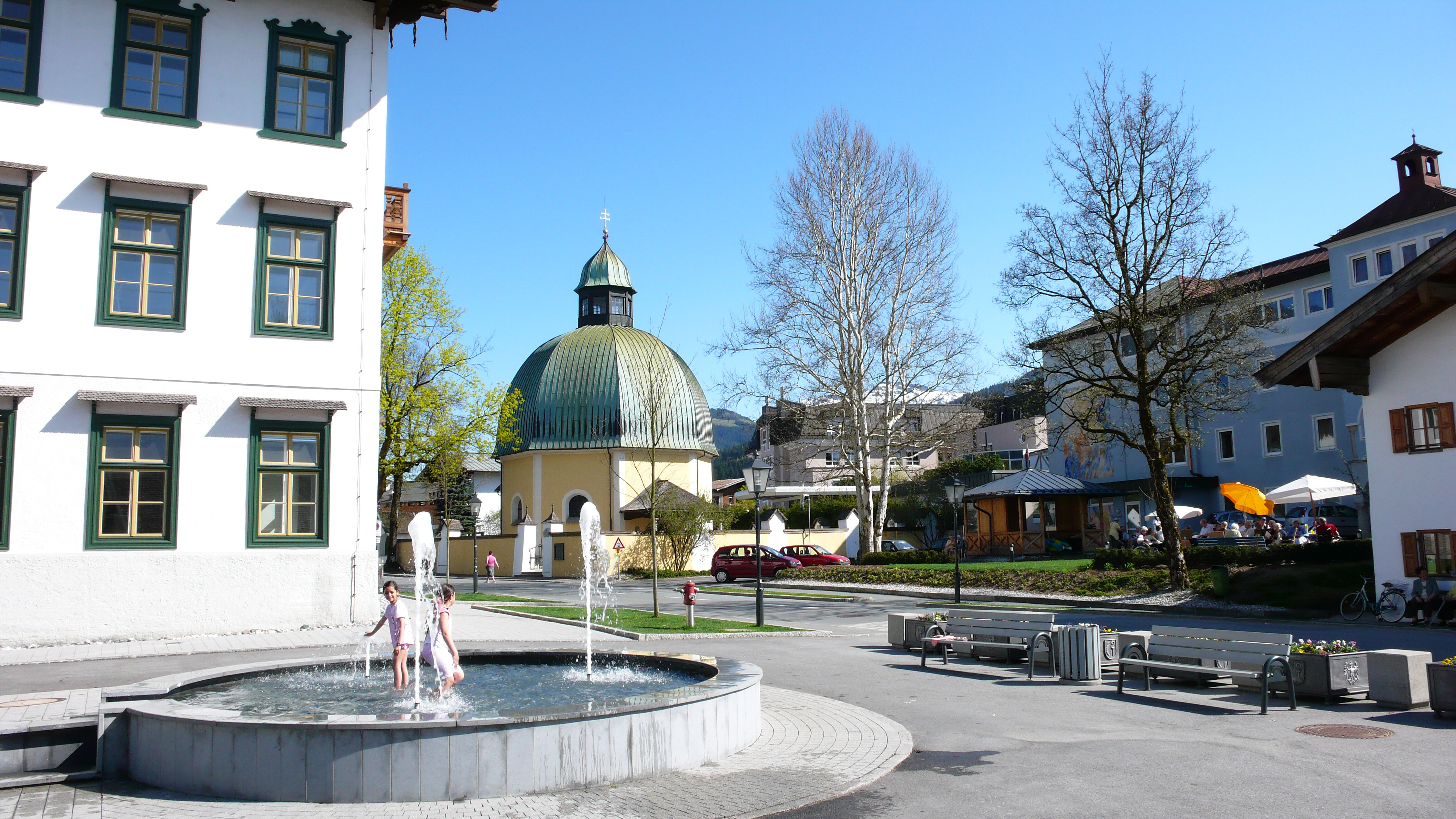
Capela Antoniuskapelle
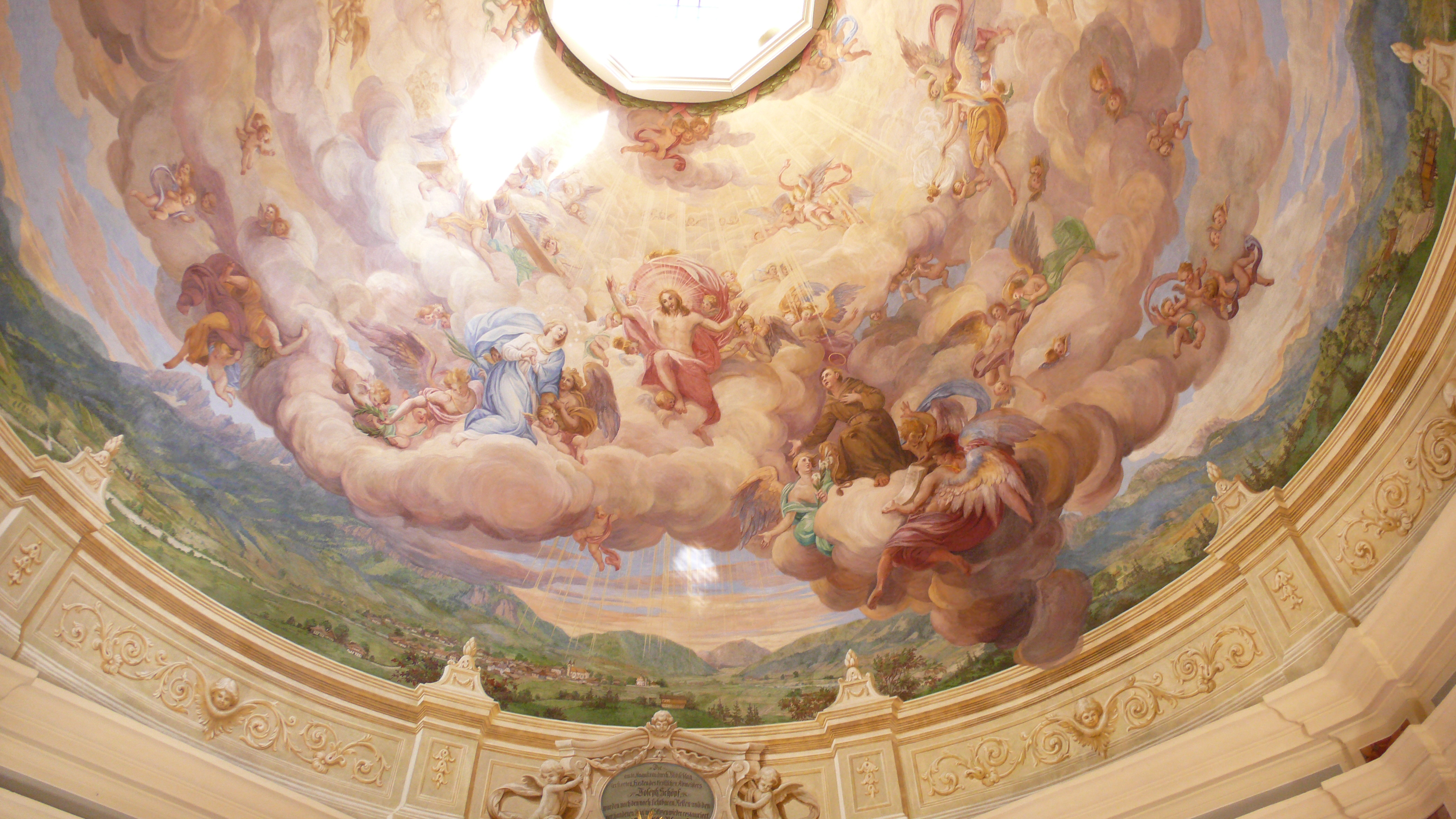
Frescos da capela Antoniuskapelle
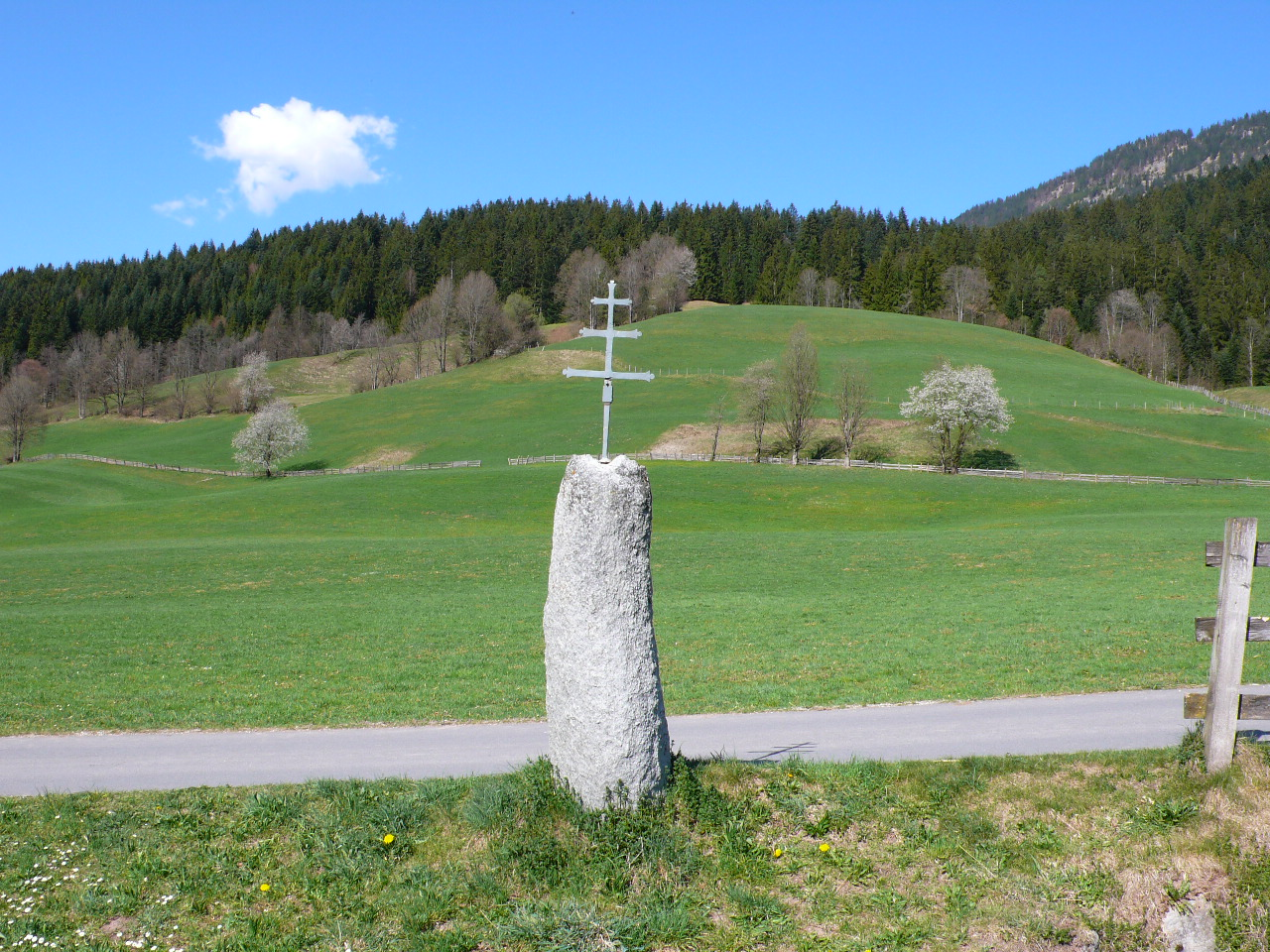
Cruz em memória da peste, datando do século XVIII
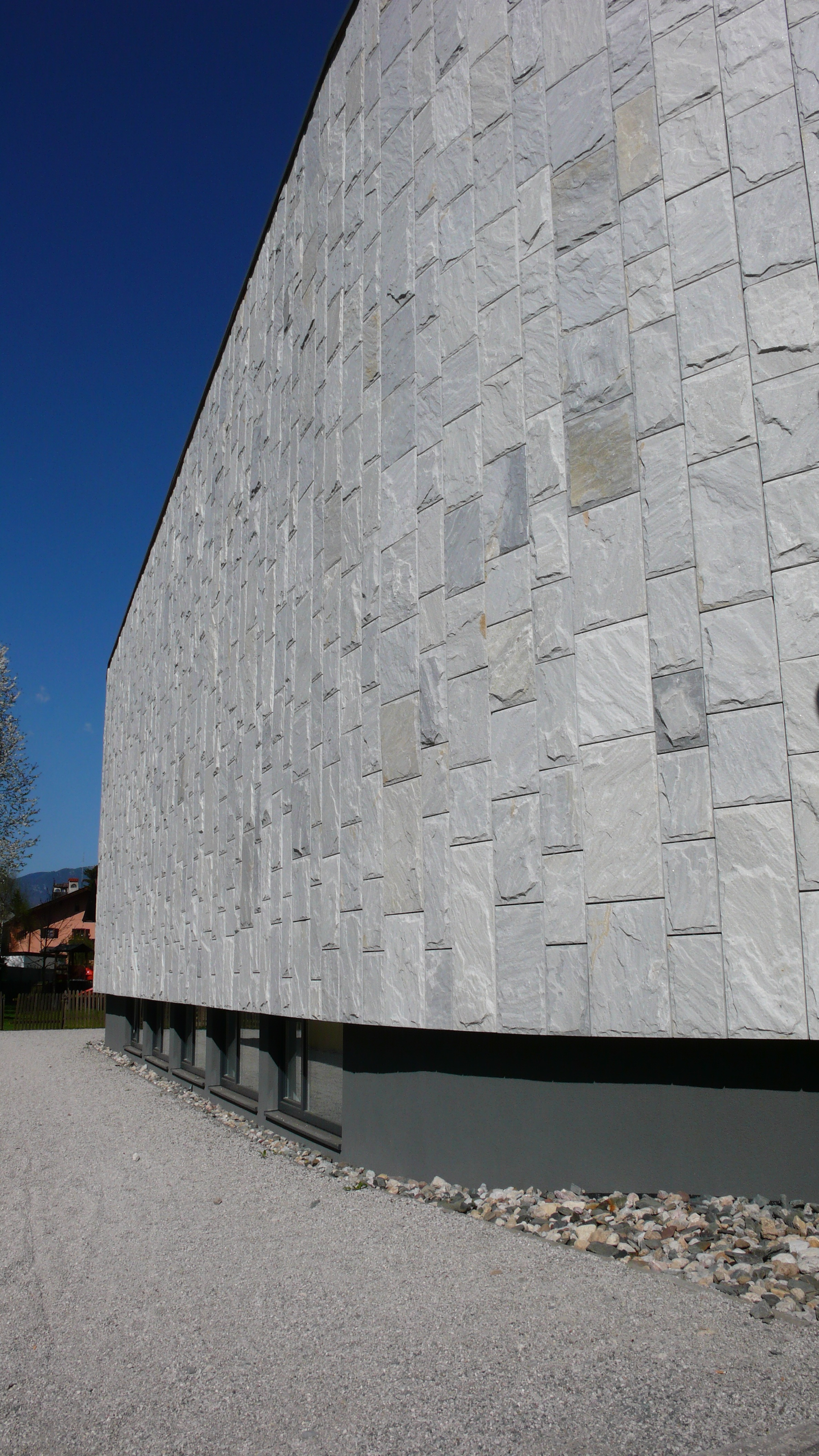
Kaisersaal